# Гой, Мило
Мило Гой (итал. Milo Goj; род. 30 апреля 1959, Милан) — итальянский арт-критик, телеведущий и Профессор в университете.
Обозреватель газет «Il Giornale» и «Affari Italiani», профессор Болонского университета социологии в области коммуникации, применяемой в искусстве, и «профессор Академии изящных искусств Acme».

## Биография
Изучал историю искусства в Университет Боккони, по специальности экономика бизнеса, маркетинг и коммуникации.
После окончания университета он присоединился к Mondadori Group в качестве журналиста. Он освещал всю свою карьеру в экономических журналах, вплоть до того, что в 1999 году стал главным редактором ежемесячного журнала «Espansione» и занимал эту должность до 2007 года.
Он был управляющим директором еженедельника «Il Valore» (2007—2008 гг.), управляющим директором ежемесячного журнала «Tempo Economico» (2008—2010 гг.), управляющим директором газеты «Finarte Journal» (2014 г.), управляющим директором цифрового газета «The Map Report» (2019—2021), управляющий и редакционный директор газеты «L’Incontro».